# Galassia Sombrero
La Galassia Sombrero (conosciuta anche con le sigle M 104 o NGC 4594) è una galassia nella costellazione della Vergine. La sua vista di taglio con la sua banda oscura l'ha resa famosa ed è un oggetto privilegiato nella fotografia astronomica amatoriale.

## Osservazione

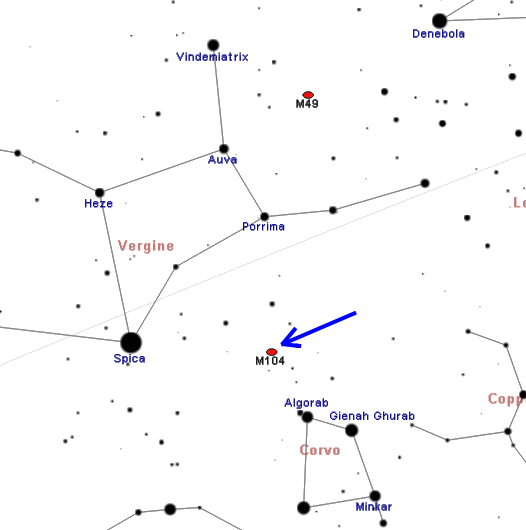
Mappa per individuare la Galassia Sombrero

M104 è un oggetto non molto facile da reperire in cielo, poiché nelle sue immediate vicinanze non ci sono stelle luminose; può essere individuata circa 9° a ovest della brillante stella Spica, oppure 4° a NNE di δ Corvi. Le sue dimensioni apparenti sono di 5'x2'. È già visibile in un binocolo 10x50 come un'ellisse chiara allungata in senso est-ovest, senza che si noti però alcun particolare; un telescopio da 60-80mm la mostra allo stesso modo, con la zona centrale più luminosa delle aree periferiche. Con strumenti da 150-200 mm di apertura la galassia continua a non mostrare facilmente i dettagli e la visione può essere deludente se si hanno in mente solo le sue immagini più note: si mostra come un'ellisse in cui la parte settentrionale appare notevolmente più luminosa, mentre a un'osservazione particolarmente accurata è possibile individuare sui due lati un accenno di quella banda oscura che conferisce alla galassia il suo aspetto. Strumenti da 300 mm consentono di mostrare dettagli maggiori, come la linea oscura, visibile specialmente con la visione distolta.
M104 può essere osservata da entrambi gli emisferi terrestri e da tutte le aree abitate della Terra, grazie al fatto che la sua declinazione non è eccessivamente meridionale; dalle regioni australi è maggiormente osservabile e si presenta alta nel cielo nelle notti di primavera, mentre dall'emisfero boreale appare mediamente più bassa, con l'eccezione delle aree prossime all'equatore. Il periodo migliore per la sua osservazione nel cielo serale è fra marzo e luglio.

## Storia delle osservazioni

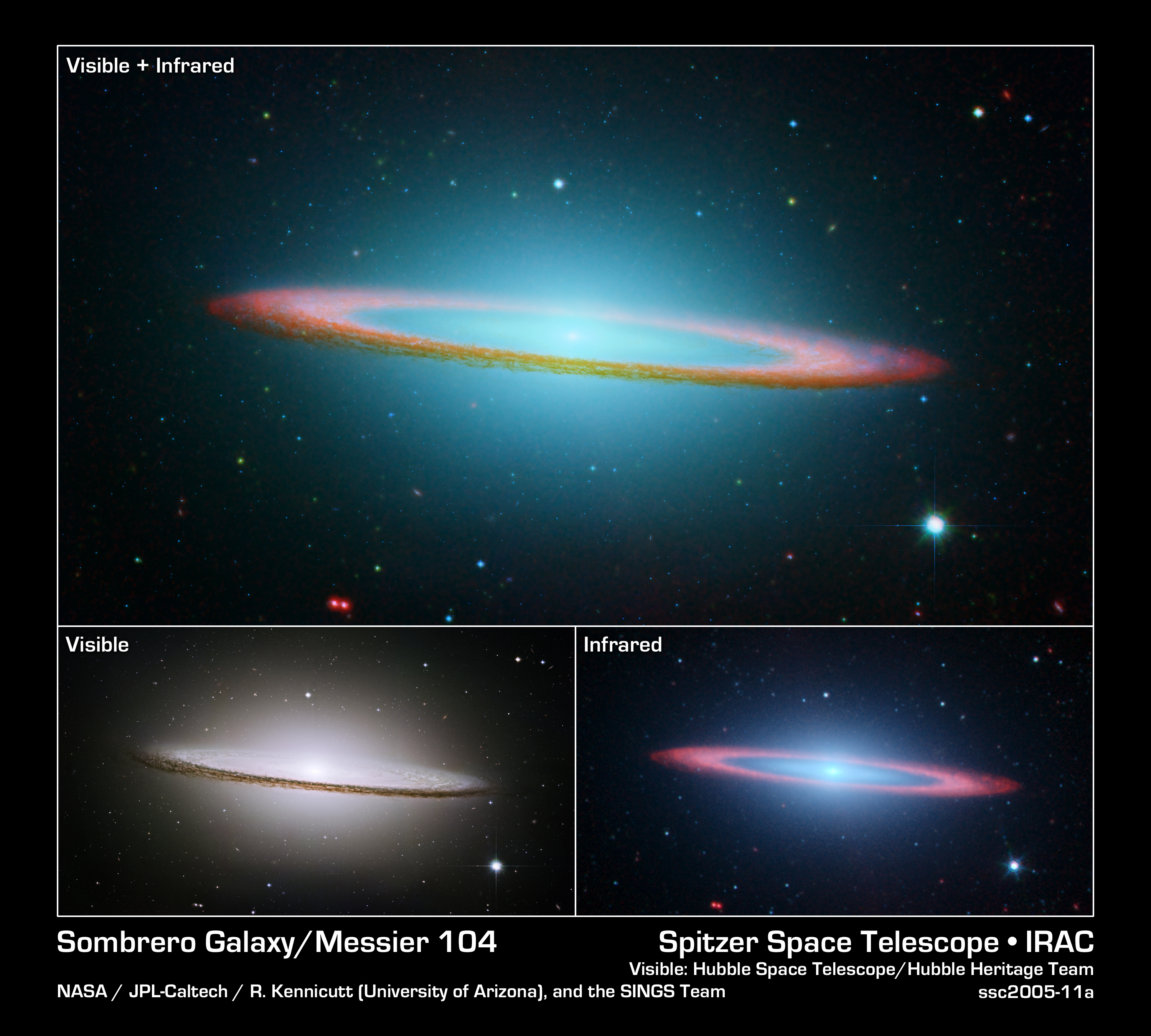
Collage di immagini del disco della Galassia Sombrero a varie lunghezze d'onda

L'11 maggio 1791 Charles Messier la aggiunse a mano alla sua copia del Catalogo di Messier dopo la pubblicazione originale dell'opera. La descrisse come una "nebulosa molto debole". L'oggetto è menzionato, come nuova scoperta, in una lettera del 6 maggio 1783 di Pierre Méchain, e fu scoperto indipendentemente anche da William Herschel il 9 maggio 1784.
Nel 1912, Vesto Slipher scoprì che M104 aveva un grande spostamento verso il rosso, corrispondente a una velocità di allontanamento di circa 1000 km/s. Era una velocità troppo grande perché potesse far parte della Via Lattea, e fu una delle prime prove che M104 non era una semplice nebulosa, come si era pensato fino ad allora, ma una galassia indipendente.

## Caratteristiche
Questa galassia si trova nella costellazione della Vergine, ma la sua distanza è stimata sui circa 31 milioni di anni luce da noi, ed è quindi più vicina dell'Ammasso della Vergine, del quale non è considerata un membro. Ha una magnitudine apparente di 8 (integrata sull'intera superficie), e ha un tipo Sa oppure Sb. È invisibile a occhio nudo ma visibile già con piccoli telescopi. Ha un diametro apparente pari a circa un quinto della Luna piena, ma occorrono grandi telescopi oppure fotografie a lunga posa per vedere le parti più deboli.
Il diametro di M104 è stimato in modo differente da vari astronomi: da 50000 a 140000 anni luce. Secondo il sito del telescopio spaziale Hubble, il diametro di M104 è di 50000 anni luce e la sua massa è pari a 800 miliardi di masse solari. Ha un nucleo grande e luminoso, un bulge centrale stranamente grande, e una prominente banda di polveri attorno al disco. Poiché si mostra di taglio, l'aspetto complessivo è simile a un sombrero messicano, da cui il nome assegnatole.
Questa galassia ha anche un sistema di ammassi globulari ben popolato, con almeno alcune centinaia di membri visibili ai grandi telescopi, e una popolazione totale stimata di almeno 2 000 oggetti, molti di più di quelli della Via Lattea. Foto recenti hanno mostrato che M104 ha un alone galattico molto esteso.

## Struttura

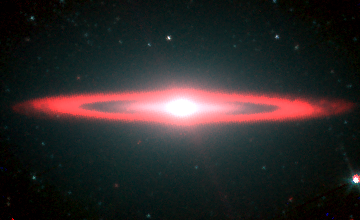
Immagine di M104 ottenuta ai raggi infrarossi dal telescopio spaziale Spitzer

### Regione del nucleo
Il nucleo della Galassia Sombrero è classificato come regione nucleare a linee di emissione a bassa ionizzazione (LINER), ossia regioni nucleari in cui è presente del gas ionizzato debolmente, ossia con perdita di solo uno o pochi elettroni. La sorgente di energia della ionizzazione di questo genere di nuclei è stata oggetto di dibattito: alcuni nuclei potrebbero essere energizzati da una stella particolarmente calda e giovane situata in qualche regione di formazione stellare, mentre per altri la fonte può essere quella di un nucleo attivo, ossia regioni molto energetiche che contengono un buco nero supermassiccio. Le osservazioni spettroscopiche agli infrarossi hanno dimostrato che il nucleo della Galassia Sombrero è probabilmente non interessato da alcun fenomeno di formazione stellare; tuttavia sembra sia stato identificato un buco nero nel suo nucleo che potrebbe dunque essere la sorgente di energia che ha provocato la debole ionizzazione del gas osservato.
Negli anni novanta è stato dimostrato che nel centro della galassia è presente un buco nero supermassiccio. Utilizzando i dati spettroscopici ottenuti sia dal CFHT sia dal telescopio spaziale Hubble è stato mostrato che la velocità di rotazione delle stelle interne al centro della galassia non potrebbe mantenersi se nel centro non fosse presente una massa pari a un miliardo di masse solari.
Alle lunghezze d'onda delle onde radio e dei raggi X il nucleo mostra una forte sorgente di emissione di sincrotrone; questa emissione è prodotta quando elettroni ad alta velocità oscillano se passano attraverso una regione con un forte campo magnetico ed è piuttosto comune nei nuclei delle galassie attive. Sebbene le emissioni radio di sincrotrone possano variare nel corso del tempo in alcuni nuclei attivi, la luminosità delle emissioni radio della Galassia Sombrero variano appena del 10-20%.
Nel 2006 due gruppi di studio pubblicarono misurazioni della radiazione submillimetrica del nucleo della galassia alla lunghezza d'onda di 850 µm; si vide che queste emissioni non si originano né dalle emissioni termiche della polvere interstellare, normalmente osservabile all'infrarosso, né dalla radiazione di sincrotrone, visibile alle onde radio, né dal bremsstrahlung derivante dal gas caldo, che emette anch'esso onde radio, né dal gas molecolare. La sorgente resta così inidentificata.

### L'anello di polveri
La struttura maggiormente evidente della Galassia Sombrero è la grande banda oscura formata da polveri del mezzo interstellare che transitano di fronte alla regione centrale; questa banda oscura è in realtà un anello simmetrico che circonda il nucleo della galassia. Gran parte del gas idrogeno atomico freddo presente nella galassia e della polvere si estende attorno all'anello, il quale inoltre conterrebbe in generale la gran parte del gas molecolare freddo della galassia; secondo alcuni questa sarebbe soltanto un'ipotesi o una speculazione basata sulle osservazioni a bassa risoluzione e con rilevamenti deboli. Sono infatti necessarie ulteriori osservazioni per confermare che il gas molecolare di questa galassia sia contenuto principalmente nell'anello; basandosi sulla spettroscopia infrarossa si è comunque confermato che quest'anello di polveri è la sede principale dei fenomeni di formazione stellare che avvengono all'interno di M104.

### Ammassi globulari

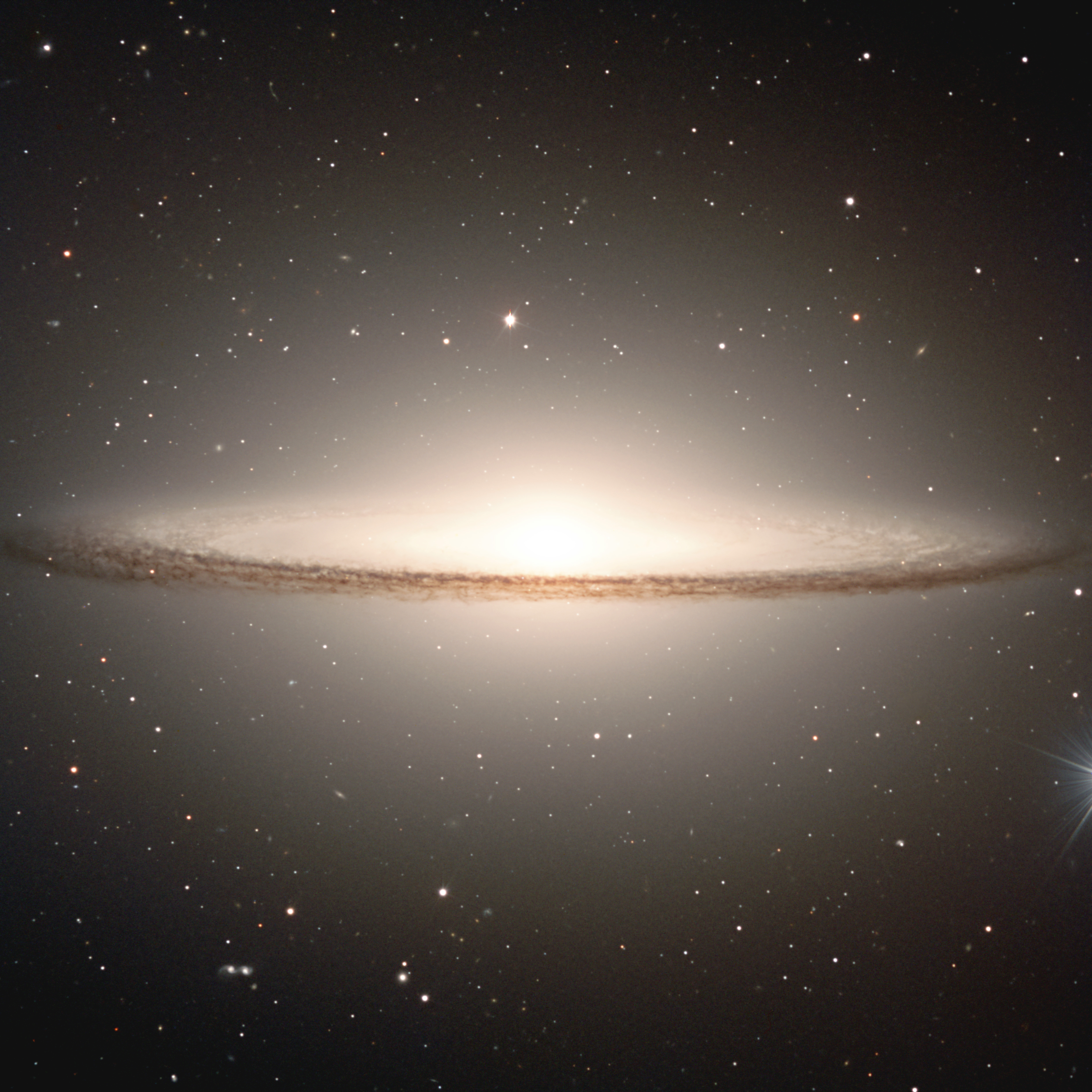
Immagine ESO della Galassia Sombrero; è ben evidente l'anello di polveri e l'alone esterno, il quale è molto ricco di ammassi globulari

La Galassia Sombrero possiede un numero relativamente grande di ammassi globulari, se comparato con altre galassie con un grande bulge; questo fatto è stato ripetutamente citato per dimostrare che il numero di ammassi globulari nelle galassie sarebbe legato all'estensione dello stesso bulge galattico. La densità superficiale degli ammassi globulari in genere segue il profilo luminoso del bulge con l'eccezione delle regioni più vicine al centro galattico;

## Distanza
Per misurare la distanza della galassia sono stati utilizzati due metodi di rilevamento.
Il primo metodo consiste nella comparazione delle misurazioni dei flussi derivanti dalle nebulose planetarie della Galassia Sombrero con la ben nota luminosità delle nebulose planetarie interne alla nostra Via Lattea; questo metodo ha fornito una distanza di 29 ± 2 milioni di anni luce (pari a 8,9 ± 0,6 milioni di parsec).
Il secondo metodo usato è quello della fluttuazione della luminosità superficiale; questo metodo utilizza l'aspetto granuloso del bulge per stimarne la distanza. I bulge delle galassie vicine appaiono infatti molto granulosi, mentre bulge di galassie più remote appaiono con una luce diffusa; le prime misurazioni utilizzando questa tecnica hanno fornito una distanza di 30,6 ± 1,3 milioni di anni luce (pari a 9,4 ± 0,4 milioni di parsec). In seguito, dopo alcune rifiniture della tecnica, è stata fornita una distanza di 32,3 ± 3 milioni di anni luce (pari a 9,8 ± 0,8 milioni di parsec). Un ulteriore affinamento operato nel 2003 ha portato il valore di distanza a 29,6 ± 2,5 milioni di anni luce (pari a 9,1 ± 0,8 milioni di parsec).
La distanza media misurata attraverso queste due tecniche è dunque pari a 29,3 milioni di anni luce (9,0 milioni di parsec) con uno scarto di 1,6 milioni di anni luce (0,5 milioni di parsec).

## Ambiente circostante
La Galassia Sombrero è all'interno di una complessa nube di galassie dall'aspetto filamentoso che si estende a sud dell'Ammasso della Vergine; pertanto non è chiaro se questa galassia appartenga formalmente a quest'ammasso di galassie. I metodi gerarchici per identificare i gruppi, che determinano l'appartenenza a un gruppo tramite l'analisi di eventuali galassie appartenenti a un più grande agglomerato di galassie, indicano che questa galassia sarebbe parte di un gruppo che include NGC 4487, NGC 4504, NGC 4802, UGCA 289 e probabilmente qualche altra galassia. Tuttavia i risultati derivanti dal metodo della percolazione (come ad esempio il metodo cosiddetto "amici degli amici", friends-of-friends), che collegano le galassie individuali assieme per determinarne i membri del gruppo, indicano come questa galassia non sia inclusa in alcun gruppo, o che al massimo potrebbe essere membro di una coppia di galassie con UGCA 287.

### Libri
- (EN) Stephen James O'Meara, Deep Sky Companions: The Messier Objects, Cambridge University Press, 1998, ISBN 0-521-55332-6.

### Carte celesti
- Toshimi Taki, Taki's 8.5 Magnitude Star Atlas, su geocities.jp, 2005. URL consultato il 7 novembre 2010 (archiviato dall'url originale il 5 novembre 2018). Atlante celeste liberamente scaricabile in formato PDF.
- Tirion, Rappaport, Lovi, Uranometria 2000.0 - Volume II - The Southern Hemisphere to +6°, Richmond, Virginia, USA, Willmann-Bell, inc., 1987, ISBN 0-943396-15-8.
- Tirion, Sinnott, Sky Atlas 2000.0 - Second Edition, Cambridge, USA, Cambridge University Press, 1998, ISBN 0-933346-90-5.
- Tirion, The Cambridge Star Atlas 2000.0, 3ª ed., Cambridge, USA, Cambridge University Press, 2001, ISBN 0-521-80084-6.